# Kangaroo-sziget
A Kangaroo-sziget (szó szerint „Kenguru-sziget”, angolul Kangaroo Island) Ausztrália második legnagyobb szigete (Tasmania után). 1802-ben Matthew Flinders brit felfedező nevezte el az endemikus sötétbarna óriáskengurukról.

## Földrajzi helyzete

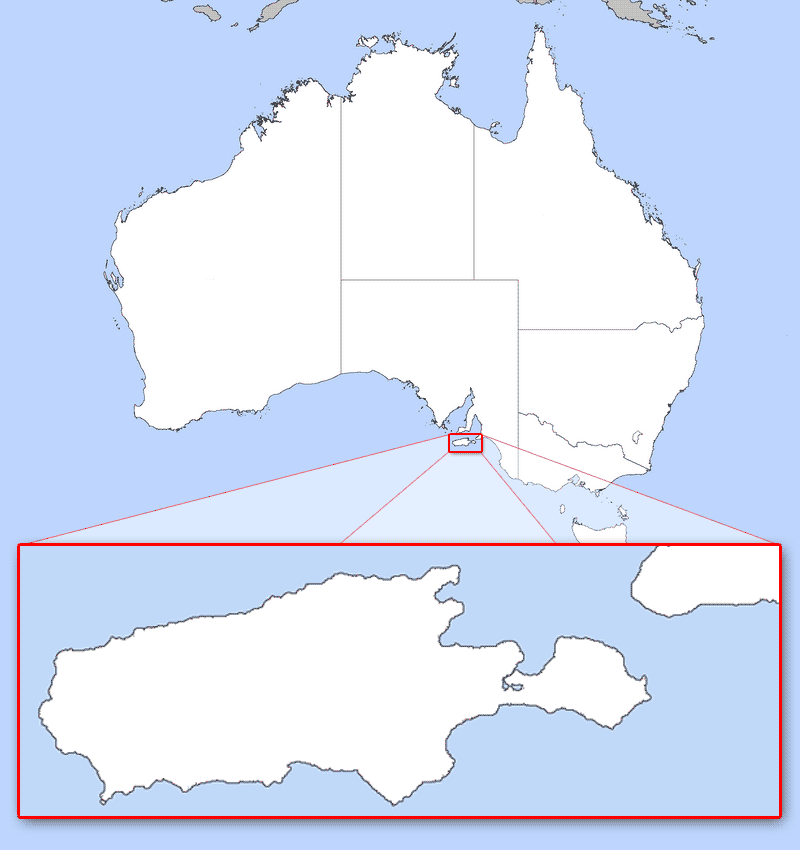
Kangaroo-sziget

A kontinenstől délre, az Indiai-óceánban), Adelaide-től mindössze 112 km-re fekszik. A sziget fő tömegétől kelet felé nyúló, rendkívül szabálytalan alakú, erősen tagolt partú Dudley-félszigetet a mindössze 11,5 km széles, nehezen hajózható Hátsólépcső-szoros (Backstairs Passage) választja el a szárazföldről dél felé nyúló Fleurieu-félszigettől. A szorost az utolsó jégkorszak után öntötte el víz, amikor a felmelegedés miatt az óceán vízszintje megemelkedett.
A sziget északnyugati csúcsa a Borda-fok.

## Története
Az ausztrál őslakók egy ideig lakták, majd több ezer éve elhagyták a szigetet. 1802-ben Matthew Flinders hajóskapitány vette a brit korona birtokába. 1802–1803-baqn Nicholas Baudin francia hajóskapitány körülhajózta, és közben több helyen partraszállva fel is derítette. A táj sok jellegzetes elemét ő nevezte el. A hajón utazó François Auguste Péron természetbúvár itt fedezte fel és írta le az ausztrál medvefókát (Arctocephalus pusillus doriferus, eredeti nevén Gypsophoca dorifera).
A 19. század elején tengerészek és halászok népesítették be. Főleg vadászatból és halászatból éltek, sóval, valamint fóka- és kengurubőrökkel kereskedtek. Néhányan megpróbálkoztak a földműveléssel, illetve állattenyésztéssel, a talaj azonban silánynak bizonyult, a juhokat pedig a „parti láznak” nevezett betegség pusztította. Ezért amikor Dél-Ausztrália gazdasága a szőlőkultúra, majd az aranymosás hatására fejlődni kezdett, többen áttelepültek. 1901-ben a Kangaroo-szigeten már csak 721-en laktak.
A Borda-fokon 1858 júliusa óta egy, a 120 méterrel a tenger szintje fölé emelkedő világítótorony üzemel. Benne eleinte olajlámpás világított; az elektromos áramot 1932-ben vezették be. A tornyot 1876 óta telefonkábel köti össze Adelaide-del, és a toronyőrök rendszeresen jelentették az áthaladó hajókat. A magas sziklák azonban a délről jövő hajók elől kitakarták a torony fényét, és a hajók továbbra is rendszeresen összetörtek a partközeli sziklákon, ahol a navigálást csalóka sziklák és kiszámíthatatlan áramlások nehezítik. Ezért 1908-ban a Du Couedic-fokon, egy délnyugat felé nyúló földnyelven egy másik világítótornyot is építettek.
Jelentősebb hajótörések a 19. század óta:
- Fides — finn kétárbócos, 12 halott;
- Emely Smith — brigg, 3 túlélő;
- Mars — 1885, legalább 4 túlélő; legalább 1 halott (a kapitány);
- Loch Sloy — vasvázas vitorlás, 1899. április 24-én, 32 halott, 3 túlélő;
- Loch Vennachar (a Loch Sloy testvérhajója) — 1905-ben, a teljes legénység odaveszett;

Csak a 20. század 30-as éveiben fedezték fel, hogy az állatállományt pusztító parti láz és a növények sovány termésének oka egyaránt a talajok réz- és kobalthiánya. Ennek megszüntetése óta a mezőgazdaság szépen jövedelmez. A 2. világháború után az állam 177 farmot rendezett be a szigeten leszerelt katonák számára. Az 1960-as évekre a mezőgazdaságilag hasznosított területek aránya elérte a 38 százalékot, a lakosság négyezer főre gyarapodott. Ebben jelentős szerepe volt a rohamosan fejlődő turizmusnak: a sziget kedvelt nyaralóhellyé vált, mivel a csapadék valamivel több, a hőség valamivel enyhébb, tehát a környezet jóval zöldebb, mint Adelaide-ben.

## Természeti földrajza
A 155 km hosszú sziget átlag 40 km széles. Keleten az Encounter-öböl, nyugaton a Nagy ausztráliai öböl határolja, északon pedig a St. Vincent-öböl és az Investigator-szoros.
A legnagyobb öblök:
- Vivonne-öböl,
- Maupertius-öböl,
- D'Estrees-öböl,
- Nepean-öböl.

Keleti, Dudley-nek nevezett nyúlványát csak egy egészen keskeny földnyelv köti össze a sziget nagyobbik részével.

## Lakossága, gazdasága
A 2011-es népszámlálás szerint a szigetnek 4417 lakosa volt. A legnagyobb város és adminisztratív központ Kingscote. További, jelentősebb települések:
- American River,
- Penneshaw,
- Parndana.

A lakosok többsége mezőgazdaságból él; mellette a turizmus és a rákhalászat említendő.

## Települései, közlekedése

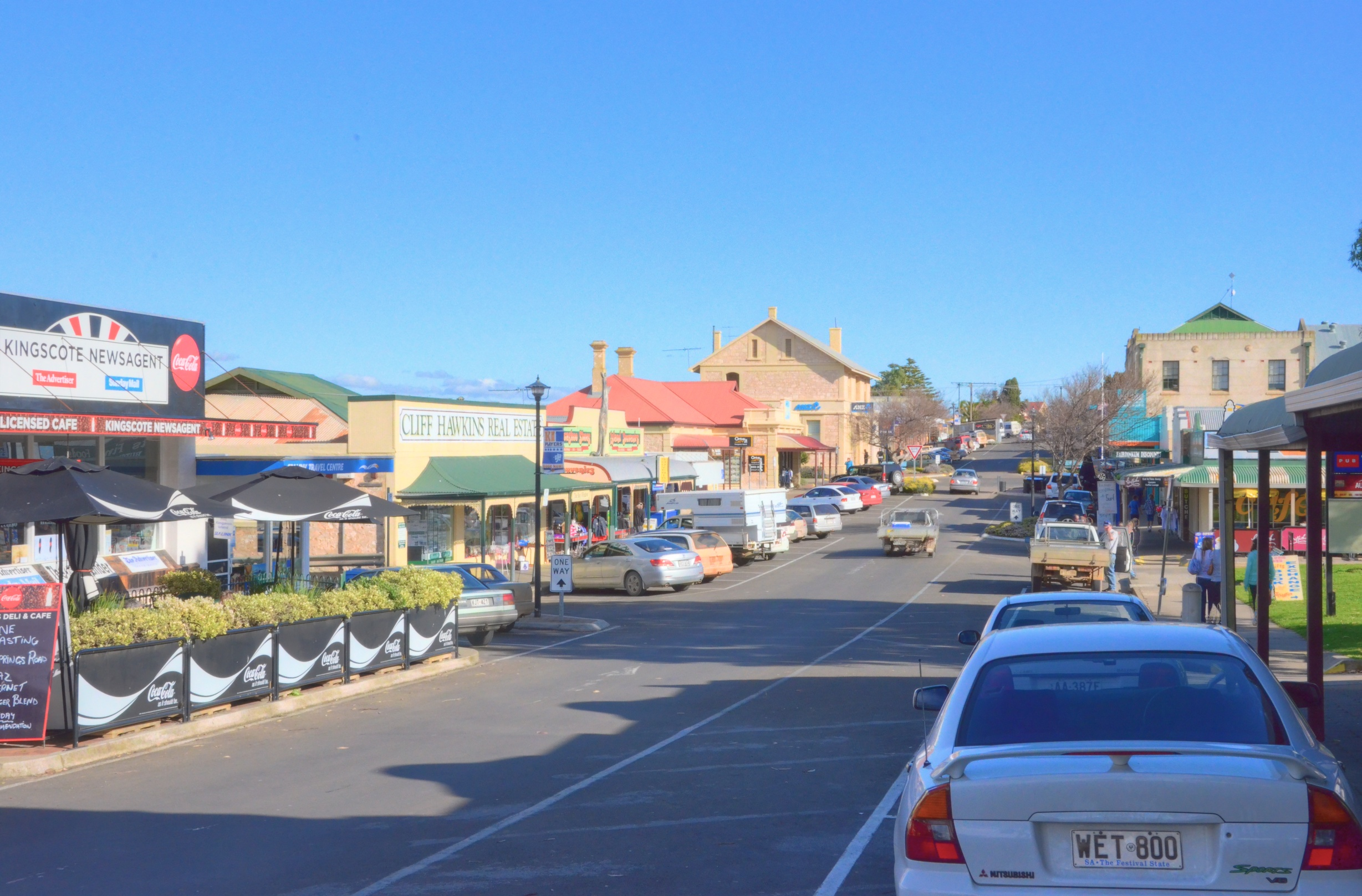
Kingscote

A Fleurieu-félsziget csúcsán épült Cape Jarvisből komp közlekedik a sziget keleti nyúlványán található Penneshaw kikötőjébe. A sziget főútja ezt a kikötőt köti össze Kingscote-tal. A másod- és harmadrendű, jellemzően a sziget középvonalához, illetve a déli parthoz közel kiépített utak lehetővé teszik, hogy a sziget jóformán minden pontját legalább 5 km-nyire szilárd burkolatú úton megközelíthessük. A földutak hálózata sűrű.
Parndana falu csaknem a sziget mértani közepén épült.
Kingscote repülőtere a várostól délkeletre, Kingscote és Parndana között található.

## Természetvédelem
A természetkedvelők először 1892-ben javasolták, hogy a kivételesen kevéssé károsodott eukaliptuszbozótok miatt sziget nyugati részét nyilvánítsák természetvédelmi területté, de erre 1919-ig kellett várniuk: 546 négyzetkilométeren a Flinders Chase természetvédelmi területet, ami azóta már nemzeti park. Az első vadőr (Harold Hansen) 1926-ban állt munkába. Ahogy a sziget természeti értékei egyre ismertebbekké váltak, mind újabb, bár a Flinders Chase-nél jóval kisebb természetvédelmi területeket jelöltek ki egy-egy fontos élőhely megóvására.

### Természetvédelmi területek[6]
Az északi parthoz közel:
- Cape Torrens természetvédelmi terület
- Western River természetvédelmi terület
- Lathami nemzeti park

A Nepean-öböl partvidékén és kis szigetein, szirtjein:
- Busby Islet nemzeti park
- Nepean-öböl nemzeti park
- Pelikán-laguna nemzeti park

A déli partvidéken:
- Kelly Hill nemzeti park
- Bouguer-foki természetvédelmi terület
- Vivonne-öböl nemzeti park
- Gantheaume-foki nemzeti park
- Gantheaume-foki természetvédelmi terület

A keleti nyúlványon (Dudley):
- Dudley nemzeti park
- Simpson nemzeti park
- Lesueur nemzeti park
- Willoughby-foki nemzeti park
- Lashmar nemzeti park
- Baudin nemzeti park

## Élővilága
Mivel a sziget utoljára az utolsó eljegesedés idején, mintegy 18 ezer éve kapcsolódott a szárazföldhöz, az azóta eltelt időszakban élővilága a kontinensétől eltérően fejlődött: új változatok, alfajok, fajok alakultak ki. Több mint 50 endemikus, sehol máshol elő nem forduló növényfajt írtak le. A szigetről egyebek közt 267 ausztráliai madár- és 891 növényfajt írtak le.
A sziget nyugati részén létrehozott, 546 km²-es Flinders Chase nemzeti park az ausztráliai faunabirodalom (Notogea) ausztráliai faunaterülete eredeti élővilágának egyik legfontosabb menedékhelye.

### Állatvilág
Az alább megemlített fajok csak szemelvénynek tekintendők. A megismert emlős- és madárfajok teljes listája a sziget turisztikai honlapján olvasható. A szigetről 253 megtelepedett, átvonuló, illetve kihalt madárfajt és emlősfajt írtak le.

#### Tengeri fajok
A partvidéket két fókafaj látogatja:
- ausztrál medvefóka (Arctocephalus pusillus doriferus, régebben Gypsophoca dorifera)
- fehér fejű medvefóka (Neophoca cinerea) — ezt ugyancsak Péron írta le, másfél évtizeddel később.

A sziklás partokon tömegesen fészkel a legkisebb testű pingvinfaj, a törpe pingvin (Eudyptula minor). Mellette még a fjordlandi pingvin (Eudyptes pachyrhynchus) fordul elő. Több hajótörött is úgy menekült meg az éhhaláltól, hogy az „undorító pingvinek” húsát ették.

#### Endemikus fajok
Emlősök
- a közönséges rókakuzu (Trichosurus vulpecula) az ausztráliai faunaterületen általános. Az ausztrálok „sertefarkú oposszumnak” (brush-tailed opossum) hívják. Magyar neve rókára utal, de ez csak valamelyes külső hasonlóságot jelez: a rókakuzu kis termetű, fán élő kenguruféle.

- törpe erszényes pele (délnyugati törpe oposszum, Cercartetus concinnus)
- rövidcsőrű hangyászsün (Tachyglossus aculeatus)
- Derby-kenguru (bozótkenguru, Macropus eugenii, régebben Wallabia eugenii)
- nyugati szürke óriáskenguru (Macropus fuliginosus); régebben: Kenguru-szigeti kenguru, (Macropus major fuliginosus)

Madarak
Mivel az ausztráliai faunabirodalomban nem élnek keselyűk, a dögevő madarak szerepét az ékfarkú sasok (Aquila audax, Uroaetus audax) látják el.
A kenguru-szigeti emu (Dromaius baudinianus) 1827-ben halt ki; kihalásának oka a vadászat és élőhelyének felégetése volt.
- tyúklúd (Cereopsis novaehollandiae)

#### Hüllők
- homoki varánusz (Gould-varánusz, Varanus gouldii)
- felföldi bronzkígyó (rézfejű kígyó, Austrelaps ramsayi)

#### Betelepített fajok
Emlősök
- koala (Phascolarctos cinereus) — 1924-ben. Az első hét évben tágas, dróthálóval körülvett kifutóban tartották őket, de ott láthatóan rosszul érezték magukat. Ezután szabadon engedték őket, és a koalák gyorsan szaporodni kezdtek.
- gyűrűs farkú erszényes (Pseudocheirus peregrinus) 15 példányát 1926-ban bocsátották szabadon; ezután apránként elszaporodott.
- juhokat (Ovis aries) még az első telepesek honosították meg a 19. század elején — mérsékelt sikerrel, miként a
- házi sertéseket (Sus scrofa domestica) is.

Madarak
- talegalla (Talegalla sp.)
- homoki ásótyúk (homoki lábastyúk, Leipoa ocellata)
- számos kakadu- és papagájfaj

Ízeltlábúak
A 19. század második felében tűnt fel néhány méhésznek, hogy a szigeten egyáltalán nem éltek házi méhek. Úgy vélték, ez nagyszerű lehetőség házi méhek fajtatiszta tenyészetének előállítására, ezért 1884-ben Dél-Ausztrália kereskedelmi kamarája hatalmas tenyészetet hozott itt létre itáliai (liguriai) méhekből, és egyúttal — a fajták kereszteződését elkerülendő — megtiltotta minden más méhfajta bevitelét. A vállalkozás nem volt gazdaságos, és a kamara előbb-utóbb felhagyott vele. A méhek szétszéledtek, a tenyészet ügye feledésbe merült egészen 1939-ig, amikor is két méhésznek feltűnt, hogy a szigeten vadon élő házi méhek mind tiszta itáliai fajtájúak. A kormányzat ezután összegyűjtette a méhrajokat, és újra hatalmas tenyészeteket alakított ki. A fajtiszta méhanyákat (néhány dolgozóval) kicsiny dobozokban exportálják szerte a világba.

### Növényzet
A természetes növénytakaró legnagyobbrészt eukaliptuszbozót. Erdő leginkább a folyóvölgyekben nő. A galériaerdők egyik karakterfája a manna-eukaliptusz, ami a szigeten a koalák (Phascolarctos cinereus) fő tápláléka.
A sziget nevezetességei közé tartoznak az orchideák: az 1960-as évekig 51 fajukat mutatták ki.

## Fordítás
Ez a szócikk részben vagy egészben  a   Kangaroo Island című angol Wikipédia-szócikk fordításán alapul.  Az eredeti cikk szerkesztőit annak laptörténete sorolja fel. Ez a jelzés csupán a megfogalmazás eredetét és a szerzői jogokat jelzi, nem szolgál a cikkben szereplő információk forrásmegjelöléseként.